# Jos Raymenants
Jos Raymenants (9 april 1982) is een voormalig Belgisch politicus voor Groen.

## Levensloop
In 2007 studeerde Raymenants af als licentiaat in de politieke wetenschappen aan de VUB en in 2008 behaalde hij een master in de internationale politiek en diplomatie aan de Universiteit Antwerpen. Van 2008 tot 2009 ging hij als stagiair aan de slag bij de Internationale Arbeidsorganisatie, waar hij de herstelplannen van de lidstaten van de Europese Unie in de nasleep van de financiële crisis van 2008 bestudeerde en zich boog over ontwikkelingsprojecten in het Globale Zuiden. Nadien liep hij nog enkele maanden stage op het UNRIC, het Regionaal Informatie Centrum van de Verenigde Naties in Brussel. In 2009 werd hij vervolgens ambtenaar bij de Vlaamse Overheid. Als beleidsadviseur voor Europees beleid bereidde hij een conferentie voor over de activering van de arbeidsmarkt naar aanleiding van het Belgisch voorzitterschap van de Raad van de Europese Unie in 2010 en werkte hij mee aan een publicatie over de verduurzaming van de Belgische arbeidsmarkt. Nadien was hij van 2011 tot 2018 beleidsadviseur voor Werk en Sociale Economie.
In 2012 sloot hij zich aan bij Groen en 2013 tot 2014 werkte Raymenants professioneel voor de partij als medewerker van de Brusselse Parlementsleden Elke Van den Brandt en Annemie Maes, waarbij hij de commissies Werk en Economie opvolgde, en communicatiemedewerker van de Groen-fractie in dit parlement. Van mei tot juli 2014 was Raymenants even lid van het Brussels Hoofdstedelijk Parlement ter vervanging van toen ontslagnemend Brussels staatssecretaris Bruno De Lille. In maart 2018 werd hij voorzitter van de Groen-afdeling van het Brussels Hoofdstedelijk Gewest, wat hij bleef tot in oktober 2019.
Bij de gemeenteraadsverkiezingen van oktober 2018 werd Raymenants verkozen tot gemeenteraadslid van Sint-Gillis, hetgeen hij bleef tot in december 2024. Raymenants werd onmiddellijk schepen, bevoegd voor Nederlandstalige Aangelegenheden, Duurzame Ontwikkeling, Energie en Gemeentelijke Eigendom. Hij bekleedde dit ambt tot in oktober 2023 en werd toen opgevolgd door zijn partijgenote Suzanne Ryvers.
Sinds september 2023 is hij adjunct-directeur-generaal bij het Gewestelijk Agentschap voor Netheid van het Brussels Gewest, kortweg Net Brussel genoemd.